# Гомельские городские оркестры
Государственное учреждение «Гомельские городские оркестры» — театрально-зрелищное учреждение культуры г. Гомеля (Белоруссия).
В организации работают музыканты со средним-специальным и высшим образованием. Артисты оркестров имеют большой практический опыт работы. Работа симфонического и концертного духового оркестров неоднократно отмечалась грамотами Министерства культуры Республики Беларусь, Областного управления культуры, отдела культуры горисполкома.

## Состав
ГУ «Гомельские городские оркестры» включают в себя:
- симфонический оркестр г. Гомеля
- концертный духовой оркестр г. Гомеля
- камерный состав симфонического оркестра г. Гомеля

## Симфонический оркестр

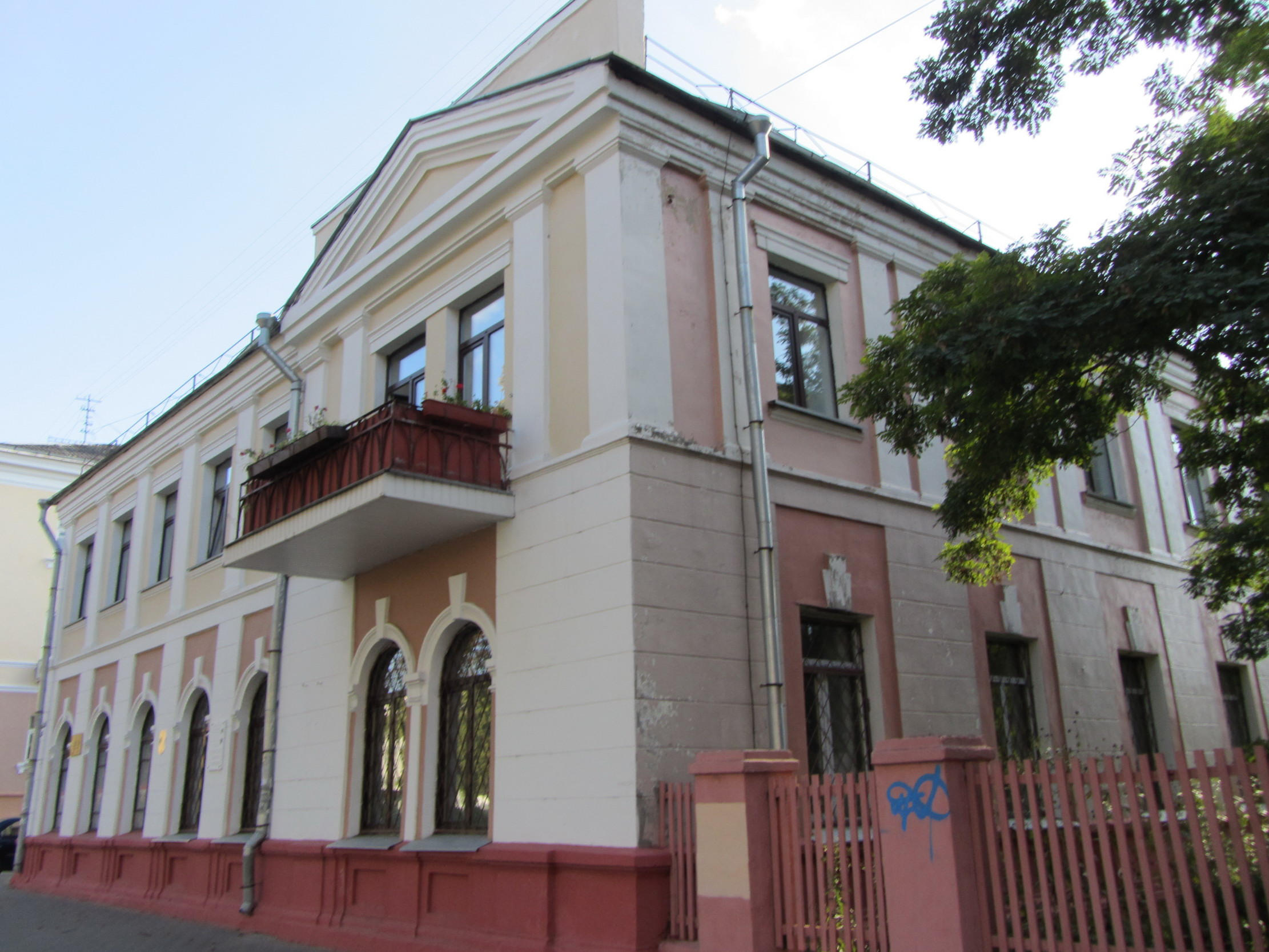
ГУ Гомельские городские оркестры размещаются в здании по адресу г. Гомель, ул. Советская, 50

### История
В марте 1919 года г. Гомель становится губернским центром, а уже в сентябре 1920 г. организован симфонический оркестр, в составе которого было 26 музыкантов. А через год численность исполнителей достигла 50… А ведь шла Гражданская война.
После Великой Отечественной войны было много попыток возродить симфонический оркестр в стенах Гомельского музыкального училища, благодаря стараниям Вальтера Мнацаканова, Георгия Шпанькова, Валентина Кравцова. И все же понадобилось 45 лет, чтобы вернуть Гомелю культуру на довоенный уровень и организовать симфонический оркестр, что и произошло в 1989 году.
Это случилось по инициативе талантливого музыканта и дирижера Валентина Кравцова, который на протяжении 24 лет возглавлял коллектив. С 1997 года оркестр переходит под управление отдела культуры Гомельского горисполкома. Коллектив профессиональный, укомплектован артистами с высшим и средне-специальным музыкальным образованием. У музыкантов большой практический и творческий опыт, работа оркестра неоднократно отмечалась грамотами Министерства культуры, областного Управления культуры, отдела культуры Гомельского горисполкома.
Симфонический оркестр ведет обширную концертную деятельность, благотворительную и просветительную работу. Огромное внимание уделяется пропаганде классического музыкального искусства. В репертуаре концертные программы не только для подготовленного слушателя, но и для детской, молодежной аудитории. Проводятся благотворительные концерты для ветеранов войны.
Оркестр принимал участие в творческих поездках по Германии, Латвии, России.
Постоянно обновляющийся репертуар и высокий профессионализм позволяет коллективу осуществлять различные проекты. Наиболее яркие из них:
- Международный проект при участии хора и Бароккоркестра г. Гейдельберг (Германия), Гомельского симфонического оркестра. И. С. Бах «Рождественская оратория». Концерты состоялись в городах: Речица, Гомель, Минск.
- Проект «Звезды национальной оперы» РБ и симфонический оркестр г. Гомеля.
- Международный проект Белоруссия — Венесуэла. Концерт симфонического оркестра под управлением Херардо Эстрада (координатора по культуре в Посольстве Венесуэлы в РБ).
- Ежегодный Форум классической музыки в г. Гомеле с участием приглашённых дирижеров и музыкантов.
- Проект главного дирижера симфонического оркестра Мурада Ассуила «Наши традиции», состоящий из пяти концертов симфонического оркестра г. Гомеля. В проекте приняли участие лучшие педагоги страны, а также их ученики.
- Проект симфонического оркестра г.Гомеля и победителя конкурса "Евровидение-2009" Александра Рыбака. В проекте приняли участие ученики детских школ искусств г.Гомеля, поучаствовав в мастер-классе и выступив на одной сцене с Александром Рыбаком.
- Проект симфонического оркестра "Мировые саундтреки 1,2,3". В программе звучали популярные саундтреки из кинофильмов, ставших классикой мирового кино.
- Проект симфонического оркестра и финалиста конкурса "Евровидение-2009" Петра Елфимова "Взгляд любви".
- Проект симфонического оркестра с участием Дмитрия и Георгия Колдунов, где братья впервые спели на одной сцене.
- Проект симфонического оркестра "Вечность", посвященный Великой Отечественной войне.

Симфонический оркестр сотрудничал с такими дирижерами, как:
· Кристоф Андрианс Шефер (Германия);
· Юлиус Гюнтер Рюдель (Германия);
· Николай Сукач (Украина);
· Эдуард Дядюра (Москва);
· Херардо Эстрада (Венесуэла);
· Эдуард Амбарцумян — Заслуженный артист России;
· Геннадий Проваторов — Народный артист СССР;
· Анатолий Лапунов — Заслуженный деятель искусств РБ;
· Вячеслав Волич — лауреат Премии Президента РБ за 2009 г.;
· Александр Сосновский (Белоруссия);
· Вячеслав Бортновский (Белоруссия);
· Роман Моисеев (Москва);
· Евгений Основич (Белоруссия);
· Владимир Миняев (Белоруссия);
· Григорий Сороко (Белоруссия);
· Николай Макаревич (Белоруссия).
28 марта 2014 года симфонический оркестр города Гомеля отметил свое 25-летие. За эти годы оркестр прошёл огромный путь и достиг вершин мастерства. Об этом свидетельствуют имена музыкантов, работавших с оркестром:
· Роберт Вайнрайн (Англия);
· Юрий Блинов (Белоруссия — США);
· Константин Зеленин (Белоруссия — Австрия);
· Марк Дробинский (Франция);
· Павел Минев (Болгария);
· Александр Тростянский — Заслуженный артист России;
· Игорь Оловников — Народный артист РБ;
· Александр Рыбак (Норвегия);
· Пётр Елфимов (РБ);
· Дмитрий и Георгий Колдуны (РБ);
· Борис Блох (США);
· Владимир Петров (Народный артист РБ);
· Нина Шарубина (Народная артистка РБ);
· Михаил Радунский (РБ);
· Ярослав Макарич (РБ).
А также более 100 лауреатов и дипломантов международных конкурсов приняли участие в концертах симфонического оркестра.
С 2010 года по настоящее время вторым дирижером симфонического оркестра является Владимир Милютин.
В 2014 году симфонический оркестр возглавлял Евгений Основич.
С 2014 года по настоящее время оркестром руководит главный дирижер Мурад Ассуил.
Симфонический оркестр всегда находится в творческом поиске, постоянно пополняет свой репертуар и ведёт активную концертную деятельность. Выступление оркестра всегда является событием в жизни города Гомеля.

## Дирижёры
Мурад Ассуил — родился 1 апреля 1989 года в городе Мекнес (Марокко). С 2004 года по 2008 год учился в Минском государственном музыкальном колледже имени М. И. Глинки. Окончил БГАМ, где изучал одновременно фортепиано (класс профессора Л. З. Тер-Минасян) и дирижирование в классе доцента А. П. Сосновского. Во время учебы дирижировал камерным оркестром академии музыки. По окончании академии стал ассистентом главного дирижера симфонического оркестра Брестского академического театра драмы А. П. Сосновского. Магистр искусствоведения. Аспирант БГАМ.
Ассуил Мурад является лауреатом международных фортепианных конкурсов в Беларуси, России, Франции и Марокко. Победитель конкурса молодых дирижеров, посвященного 80-летию БГАМ. Участник III Всероссийского открытого конкурса молодых дирижеров им. И. А. Мусина. Участник Международного мастер-класса Народного артиста России, Юрия Симонова с оркестром Московской филармонии.
С октября 2015 года - Главный дирижёр симфонического оркестра г. Гомеля.
С декабря 2016 года - Художественный руководитель и главный дирижёр симфонического оркестра г. Гомеля.
Владимир Милютин — родился 21 января 1967 года в городе Витебске (Белоруссия). С 1982 по 1986 год учился в Витебском музыкальном колледже в классе валторн у профессора В. В. Гесте. С 1988 год по 1993 год учился в БГАМ (класс профессора Ю. Ф. Логинова). С 1991 года работал в Белорусской государственной филармонии в симфоническом оркестре (солист, концертмейстер группы валторн). С 1993 года стал лауреатом международного конкурса-1 премия (Минск-Белоруссия). С 1997 года состоит в концертном предприятии «Минск-оркестр», входящем в состав TirollerfestshpieleErt (солист и первая валторна).
С 2002 года по 2008 год Владимир Милютин преподавал в Белорусском государственном университете культуры и искусств, а также преподавал в Минской государственной гимназии-колледже искусств.
В 2013 году Владимир Милютин окончил БГАМ (класс заведующего кафедрой оркестрового дирижирования, доцента П. В. Вандиловского).
С 2011 является дирижером камерного оркестра Гомельской областной филармонии. С 2009 года работает в Гомельском государственном колледже искусств им. Н. Ф. Соколовского в качестве преподавателя (валторна).
В 2010 году был принят вторым дирижером Симфонического оркестра города Гомеля ГУ «Гомельские городские оркестры».

## Концертный духовой оркестр

### История
Впервые духовой оркестр был организован как детский коллектив при Дворце культуры пионеров и школьников красноармейцем Ефимом Васильевичем Юстусом, А в 30-е годы XX-го столетия реорганизовался в духовой оркестр при Гомельском парке культуры и отдыха им. Луначарского. Оркестр исполнял произведения русской, зарубежной классики, особенно популярны были песни военного времени. В 1987 году оркестр по решению Гомельского областного исполнительно комитета получил статус профессионального коллектива, по рекомендации профессионального жюри во главе с заслуженным артистом Республики Беларусь Ю. А. Василевским. В городском парке оркестр осуществлял творческую и концертную деятельность по обслуживанию населения города и области до 1 апреля 2007 года. С этого времени оркестр перешёл под юрисдикцию Гомельского городского исполнительного комитета.
Большое внимание уделяется пропаганде классического и эстрадно-духового музыкального искусства, эстетического воспитания молодого поколения. Оркестр исполняет концертные программы, доступные не только для подготовленного слушателя, но и для детской, молодежной аудитории.
В репертуаре оркестра музыка белорусских композиторов, музыкальные произведения мировой классики, современных авторов. Творческий коллектив сотрудничает с дирижерами ближнего и дальнего зарубежья:
· Херардо Эстрада (Венесуэла)
· Абель Тома (Франция)
· Александр Разумов (Белоруссия)
· Михаил Берсан — Народный артист РБ
· Анатолий Ткачук — Заслуженный деятель искусств Украины
Наиболее значимые достижения духового оркестра:
· Лауреат международных фестивалей в г. Лиепая (Латвия), г. Кёльн (Германия)
· Участник Международного фестиваля духовой музыки «Брянск — 2008»
· Лауреат Международного фестиваля духовой музыки «Беларускія фанфары» (2008 г., 2011 г.)
· Участник международного творческого проекта «Дружба» совместно с духовым оркестром Франции (г. Клермон-Ферран, 2010 г.)
· Представлял Республику Беларусь на 6-м Международном фестивале военных оркестров в г. Велико-Тырново (Болгария, 2011 г.)
· Участник международного творческого проекта «Дни культуры Венесуэлы в Гомеле».
24 февраля 2017 года духовой оркестр отметил своё 30-летие.

## Дирижеры
Духовым оркестром управляли такие дирижеры, как: Н. П. Столяров, Ю. И. Одинцов, А. Д. Чварков, В. В. Кравец, М.Н.Рассоха.
Калупахо Сергей Анатольевич родился 13 июля 1973 года в городе Светлогорске (Белоруссия). В 1992 году окончил духовое отделение по классу трубы УО "Гомельский государственный колледж искусств имени Н.Ф.Соколовского" (преподаватель Ковалёв Валентин Николаевич).
Профессиональная карьера началась в 1990 году в Гомельском государственном цирке. С 1992 по 2000 годы Сергей Анатольевич работал ведущим артистом духового оркестра города Гомеля.
Следующие 11 лет (2000-2011 гг.) Калупахо С.А. работал за границей в таких цирках, как «Sirena» (Польша), «Zorba» (Норвегия), «Renz Berlin» (Германия), а также на круизных лайнерах в Америке, Англии и Италии.
В 2011 году Сергей Анатольевич вернулся в Республику Беларусь в духовой оркестр ГУ «Гомельские городские оркестры».
За добросовестный труд, творческие достижения, профессиональный вклад в развитие культуры и искусства Сергей Анатольевич Калупахо был отмечен Почётной грамотой отдела идеологической работы, культуры и по делам молодёжи Гомельского городского исполнительного комитета (2016 год) и Почётной грамотой Главного управления идеологической работы, культуры и по делам молодёжи Гомельского областного исполнительного комитета (2017 год).
Благодарность Главного управления идеологической работы, культуры и по делам молодёжи Гомельского областного исполнительного комитета (2019).
В апреле 2017 года назначен на должность дирижёра духового оркестра ГУ «Гомельские городские оркестры».

## Камерный состав симфонического оркестра
Камерный состав симфонического оркестра "Классик" был создан в январе 2013 года на базе Государственного учреждения  «Гомельские городские оркестры». Художественным руководителем, аранжировщиком и бессменным лидером состава на протяжении уже нескольких лет является Татьяна Владимировна Томсон.
"Классик" ведёт активную концертную деятельность, выступая в школах, музеях, библиотеках, на праздничных мероприятиях города и области.
На детских образовательных концертах ребята слушают не только качественную музыку, но и познавательные рассказы о композиторах и исполняемых произведениях, знакомятся с инструментами и их звучанием.
На сегодняшний день репертуар камерного ансамбля "Классик" широк и разнообразен: гимны, польки, вальсы, танго, менуэты, концерты, симфонии, музыка из кинофильмов и др.
Постоянно обновляющийся репертуар и высокий профессионализм позволяет коллективу осуществлять различные проекты. Наиболее яркие из них:
- Музыкальный спецпроект "Музыка дарит здоровье"